# Tina (Missouri)
Pour l’article homonyme, voir Tina.
Tina est un village du comté de Carroll, dans le Missouri, aux États-Unis,. Situé au nord du comté, il est incorporé en 1882 et baptisé en référence à Tina Gilchrist, la fille d'un officiel du chemin de fer.

## Démographie
Lors du recensement de 2010, le village comptait une population de 157 habitants. Elle est estimée, en 2016, à 151 habitants.

## Source de la traduction
- (en) Cet article est partiellement ou en totalité issu de l’article de Wikipédia en anglais intitulé « Tina, Missouri » (voir la liste des auteurs).